# Stará radnice v Karviné
Stará radnice v Karviné stojí v místní části Fryštát v jihovýchodní části Masarykova náměstí na adrese Fryštátská čp. 72/1. V roce 1994 byla prohlášena kulturní památkou.

## Historie
První radnice byla postavená už ve 14. století. Předchůdcem staré empírové radnice byl dřevěný dům s právem šenku postavený v roce 1504. Vévoda Kazimír II. ho prodal městu 22. března 1504, a dům pak vyhořel při požáru v roce 1511. Na jeho místě byla kolem roku 1520 postavena zděná jednopatrová budova se sklepy, které měly renezanční klenby. Radnice měla sedlovou střechu a byla orientována průčelím do náměstí. V letech 1536–1537 byla přistavěna vysoká zděná věž ukončena ochozem a bání.
Při požáru v roce 1783 radnice opět vyhořela a byla postavena částečně ze zdiva a částečně ze dřeva. Po požáru v roce 1823 byla v letech 1836–1837 věž snížena o dvě patra a její provizorní střecha byla v roce 1874 nahrazena stanovou střechou. Při empírové přestavbě (1836–1837) získala radnice půdorys protáhlého obdélníku a hlavní průčelí bylo orientováno do ulice Fryštátská. Pro potřebu okresního soudu a pozemkové knihy byla v letech 1855–1856 provedena přístavba ve sjednocujícím empírovém stylu. Na radnici bylo vykonáváno útrpné právo. Ve sklepení byla mučírna a vězení (šatlava), které bylo zrušeno v roce 1936.
Na opravu v letech 1909–1913 byla poskytnuta státní subvence. V roce 1920 proběhly podle projektu firmy Hörbe a Holešovský adaptační práce v přízemí. V následujících letech proběhly další úpravy. V roce 1921 podle projektu Aloise Golasowského a v roce 1922 podle projektu Paula Pelly byly vybourány příčky a přezděny dveřní otvory na okenní. V letech 1960–1961 byla provedena generální oprava věže. Výměna oken v přízemí byla provedena v roce 1964. V roce 1975 byla podle projektu Ing. Szymika a Ing. Staňkové provedena generální oprava, kdy byly provedeny adaptační práce vnitřních prostor, vyměněny okna, postaven nový komín, byly opraveny vnitřní omítky, položena nová podlahová dlažba, opravena fasáda a střecha. Později byl do schodišťového prostoru vestavěn výtah.
V přízemní části přístavby je restaurace, která byla rekonstruována v roce 1996 podle projektu Ing. Holouše a v roce 2005 podle projektu Ing. arch. Havla.

## Popis

### Exteriér
Stará radnice je empírová jednopatrová zděná omítaná budova postavena na půdorysu obdélníku s valbovou střechou krytou břidlicí. Hlavní průčelí má devět okenních okenních os, ve střední ose v přízemí je prolomena vchodovým otvorem. Okna jsou podélná v šambránách, které mají jednoduchou profilaci a v přízemích s klenáky. Fasáda je členěna pásovou bosáží, v rozích lizénami. Ve střední části fasády je mělký rizalit a čtyři pilastry vysokého řádu s římsovými hlavicemi, na které nasedá jednoduché kladí. Rizalit je zakončen trojúhelníkovým štítem se znakem. Vchod do radnice je obdélný se stlačeným záklenkem, ve kterém se nachází kovaná mříž s horizontálními pásy s volutami s plastickými květy a štítkem s letopočtem 1837. Dveře jsou dvoukřídlé dřevěné s kosočtverci v kazetách. Boční fasáda orientovaná do náměstí má tři okenní osy. Na pravou část radnice je napojena užší jednopatrová přístavba na půdorysu obdélníku. Fasáda je obdobná jako na hlavní budově radnice.
Ve štítu je plastický polychromovaný znak s datem 1605, po stranách jsou hranaté voluty s ratolestmi. Znak má půlený štít, v levé modré polovině je červená polcená orlice hledící vlevo, v pravé polovině tři zelené lipové listy, střední svinutý ve zlaté barvě.
Na pravém rohu v pískovcové armatuře ve výšce asi 1,80 m je zavěšen 35 cm ručně kovaný řetěz, který sloužil jako pranýř.

### Interiér
Střední část přízemí zabírá vestibulová hala s tříramenným schodištěm. Vestibul je zaklenut valenou klenbou s výsečemi mezi pasy. Schodiště ústí v patře do podélné chodby, která vede souběžně s chodbou v přízemí a jsou klenuty nízkými plackami. V suterénu jsou místnosti zaklenuty plackami na pasech. Ostatní prostory mají ploché stropy. Přístavba je propojena chodbami v přízemí i v patře.

## Galerie

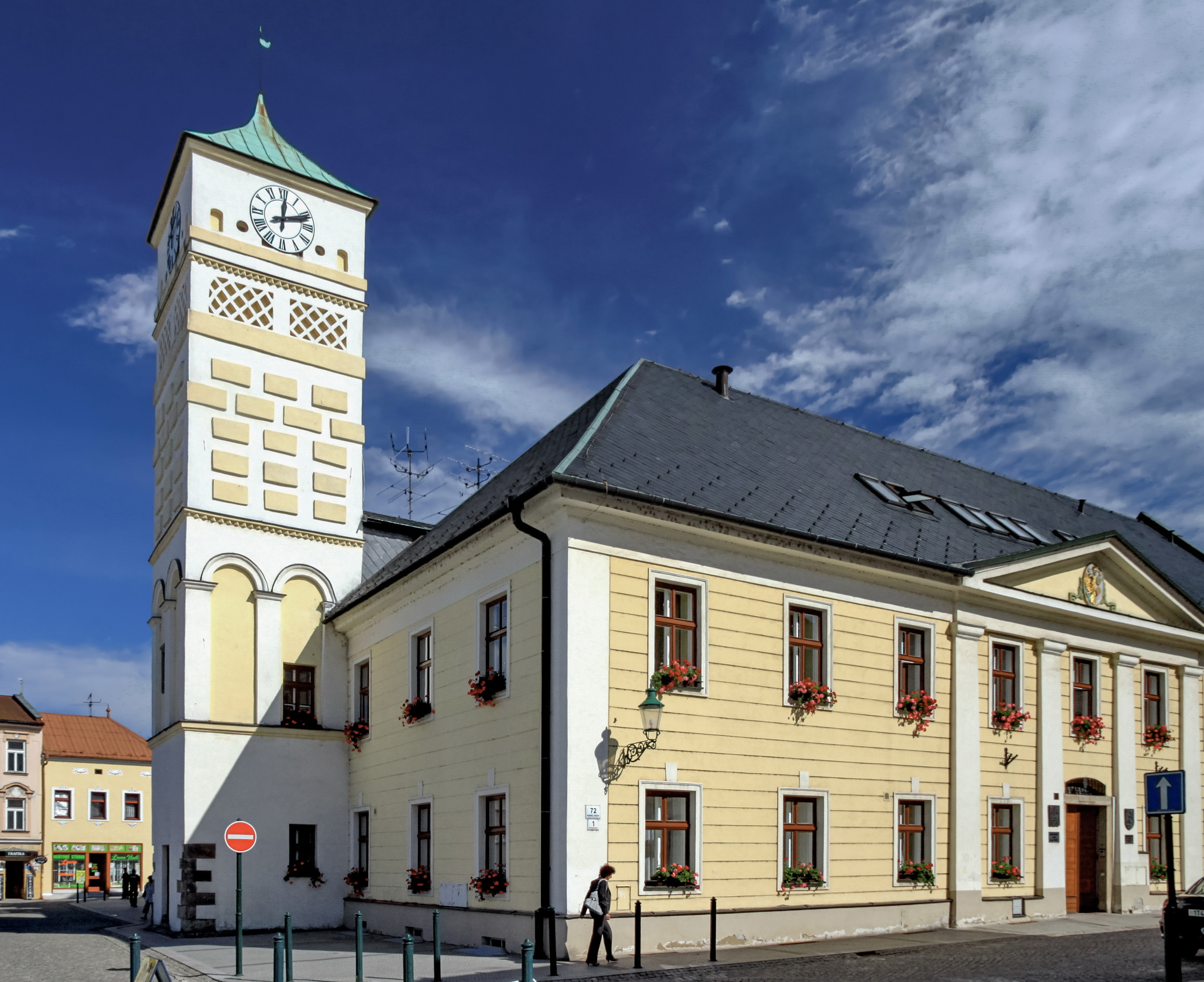
Radnice s věží
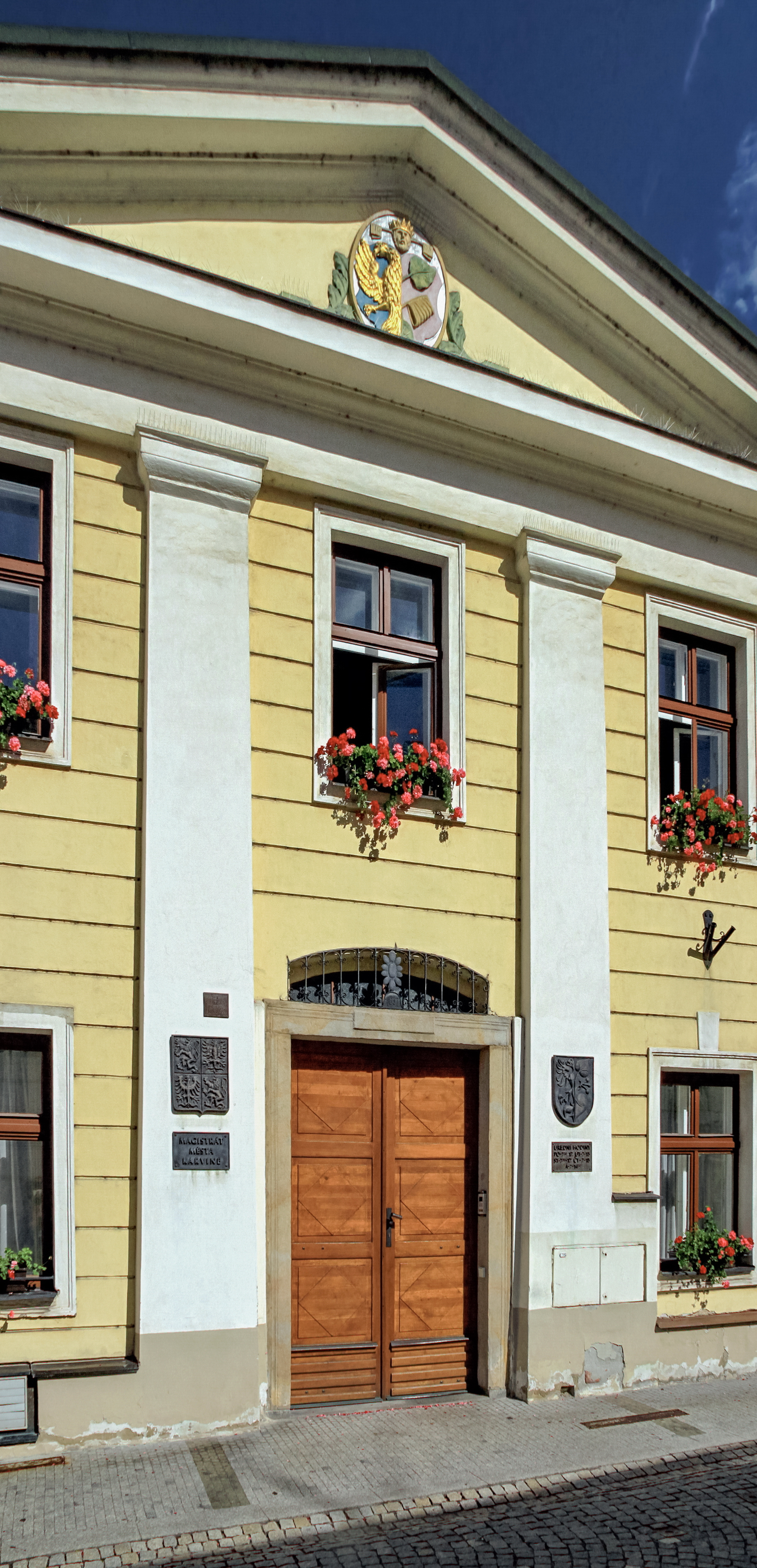
Střední pilastry se štítem
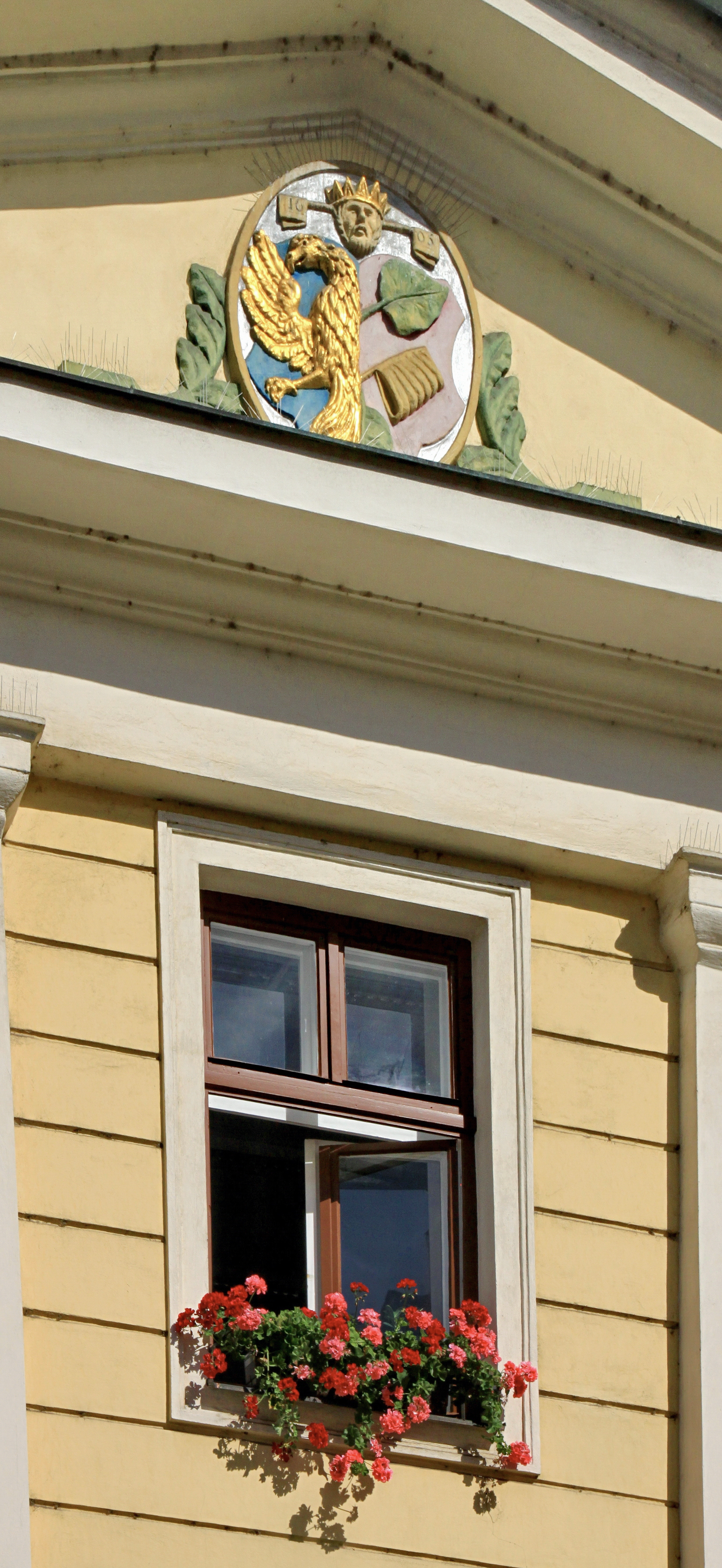
Znak
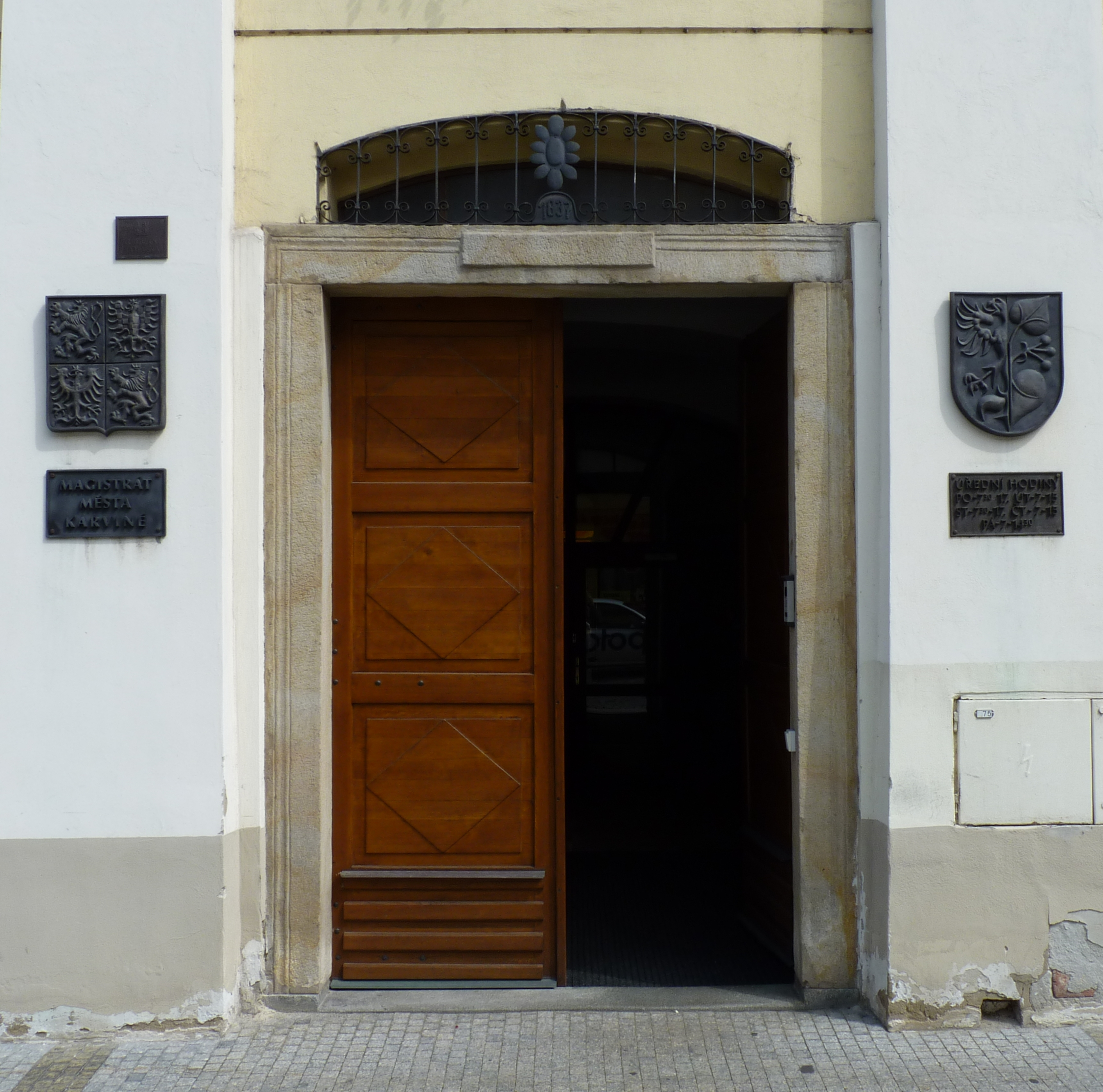
Hlavní vstup do radnice
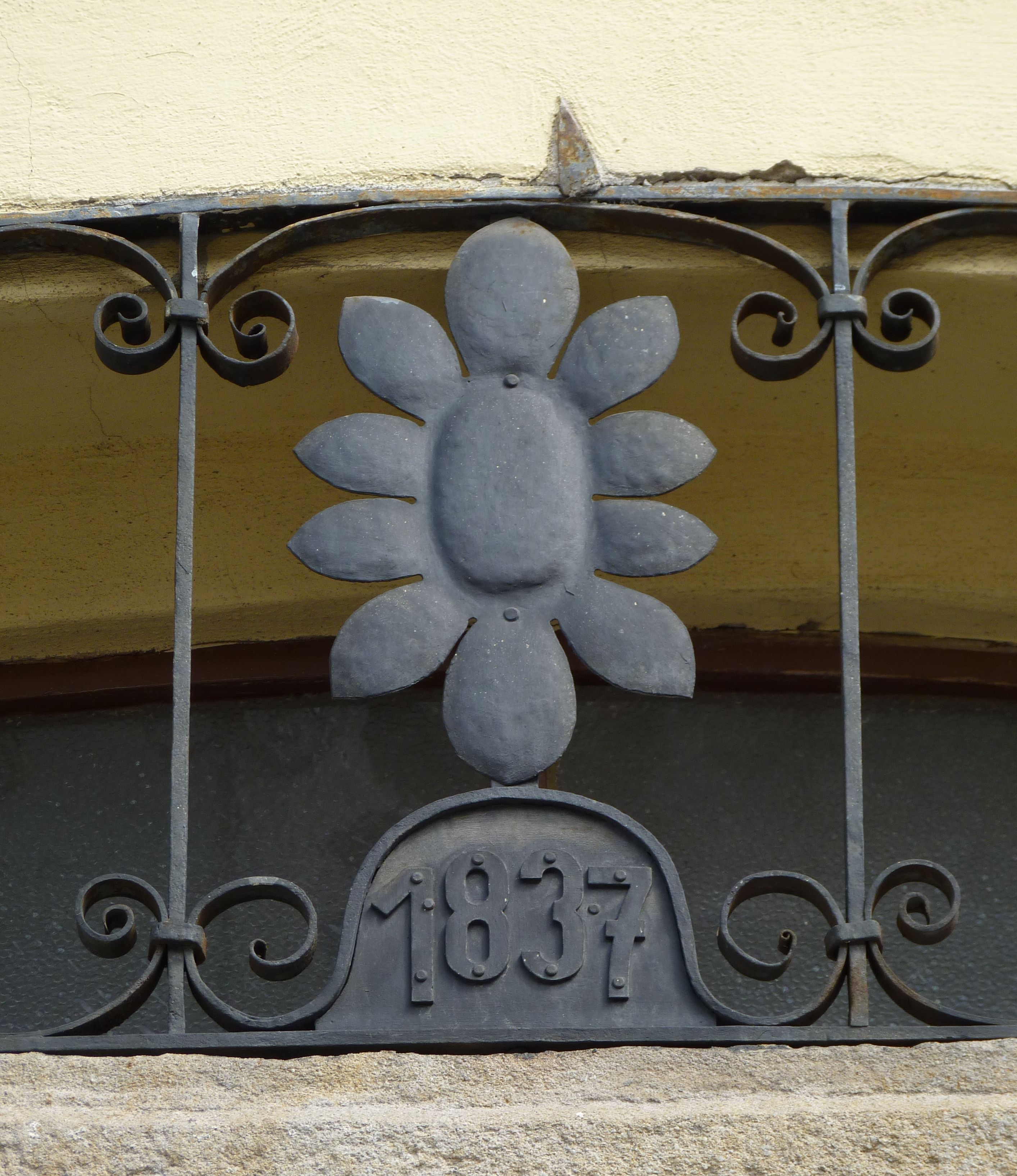
Detail v záklenku dveří
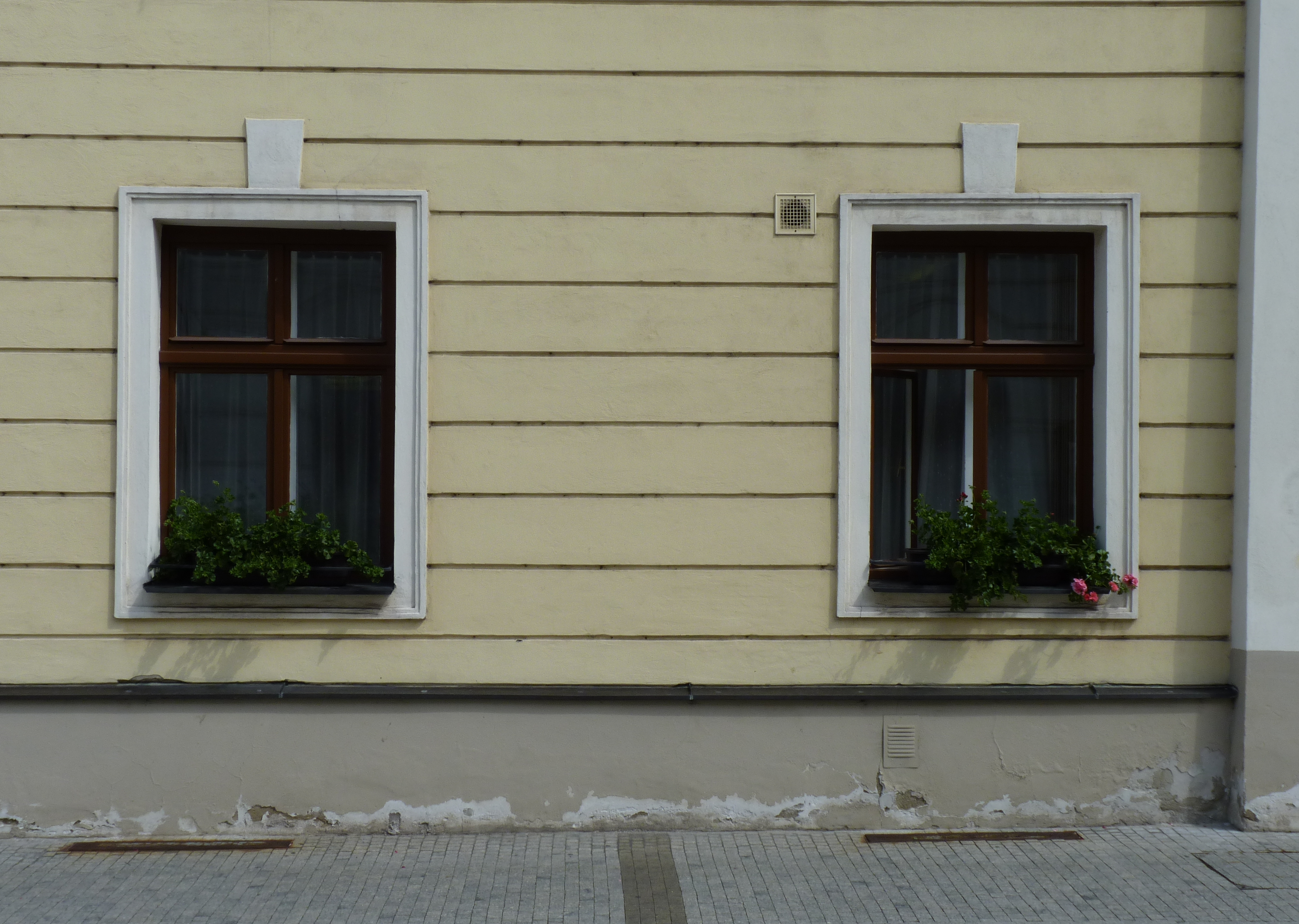
Okna v přízemí
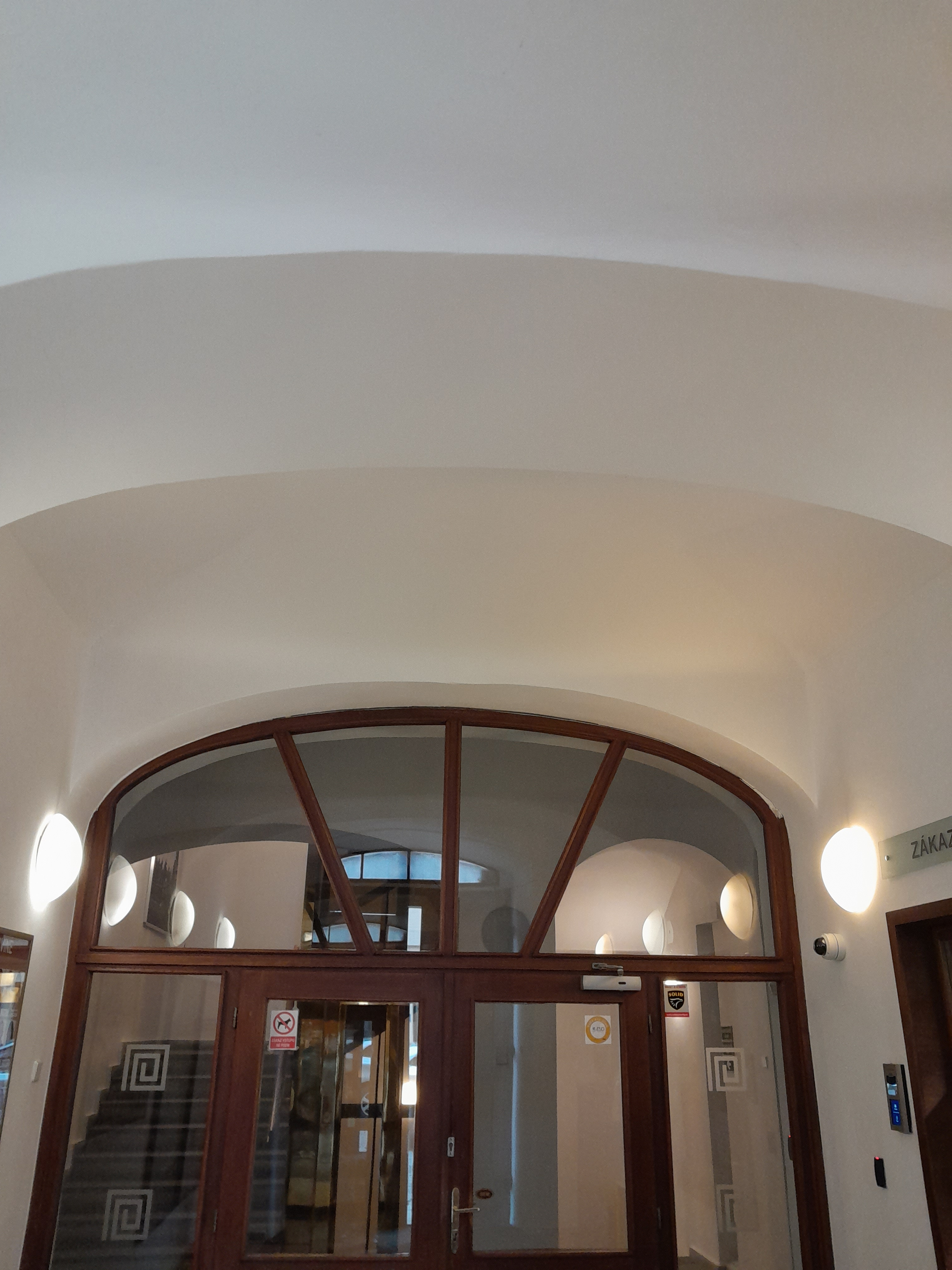
Strop ve vstupní chodbě
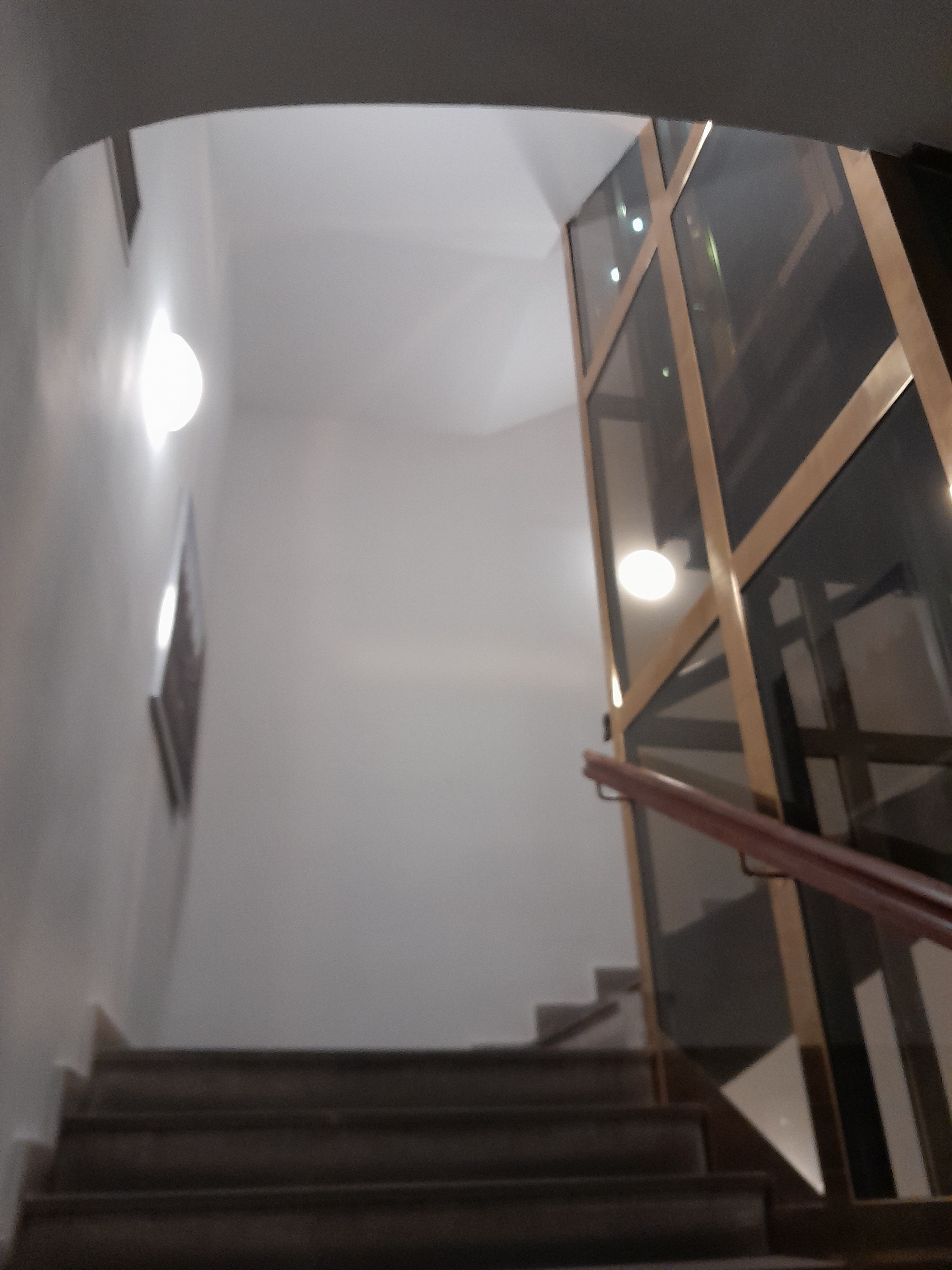
Schody do patra a výtah

## Věž

### Exteriér
Věž je přistavěna v severozápadním nároží budovy radnice. Je to zděná omítaná hranolová třípatrová stavba zakončena stanovou střechou krytou plechem, postavená z cihel a pískovcových kvádrů. Přízemí má hladkou fasádu s oknem na jižní straně a obdélným vchodem na západní straně. Do dvou třetin jsou rohy věže v přízemí armovány. Přízemí je odděleno profilovanou kordonovou římsou od druhého patra, které je členěno dvěma slepými arkádami s půlkruhovými archivoltami na vysokých pilastrech s římsovými hlavicemi. V pravé arkádě na jižní straně je obdélné okno, v levé arkádě na západní straně je v mělkém výklenku reliéfní znak Piastovců. První patro odděluje kordonová římsa se zubořezem od druhého patra, které zdobeno pěti řadami nad sebou hladkými obdélnými výklenky na způsob bosáže. Na západní straně (horní část) je prolomeno čtvercové okénko. Hladký široký pás odděluje druhé a třetí patro. Nad ním po obvodu věže jsou dvě obdélné vpadliny zdobené plastickým na koso položeným mřížkováním. Nad nimi je římsa se zubořezem a hladký pás. Nad pásem jsou dva malé kruhové výklenky mezi dvěma malými nikami, které jsou u okraje fasády. Věž završuje korunová římsa.
Na věž navazovala budova městského pivovaru. Při požáru v roce 1823 byl pivovar zničen a přestěhován na nové místo v Pivovarské ulici.

### Interiér, hodiny a zvony
Přízemní místnost je zaklenuta valenou klenbou, stejně tak místnost v prvním patře. Ostatní místnosti mají plochý trámový strop.
Věžní hodiny byly několikeré. V roce 1927 byly instalován hodinový mechanismus vyrobený vyškovskou firmou, který nahradil věžní hodiny z roku1887 vyrobené bruntálskou firmou. Nové elektrické hodiny byly instalovány při rekonstrukci v polovině devadesátých let 20. století. Tyto hodiny jsou řízeny počítačem a mají elektrické ovládání zvonů. Původní umístění hodin bylo v pase s nikami na všech čtyřech stranách věže. Při přestavbách byly umístěny jen průčelí do náměstí. Po rekonstrukci v devadesátých letech 20. století se vrátily na původní místo, jak je vidět na soudobých fotografiích.
Ve věži byly zavěšeny tři zvony. Malý zvon vyzváněl na poplach nebo při odvádění odsouzenců na popravu. Dva větší zvony sloužily k odbíjení hodin. Větší nese nápis v němčině „Za časů purkmistra Posandy“, druhý je bez ozdob a nápisů. Malý zvon byl převěšen do sanktusníku římskokatolického farního kostela Povýšení svatého Kříže.

## Galerie

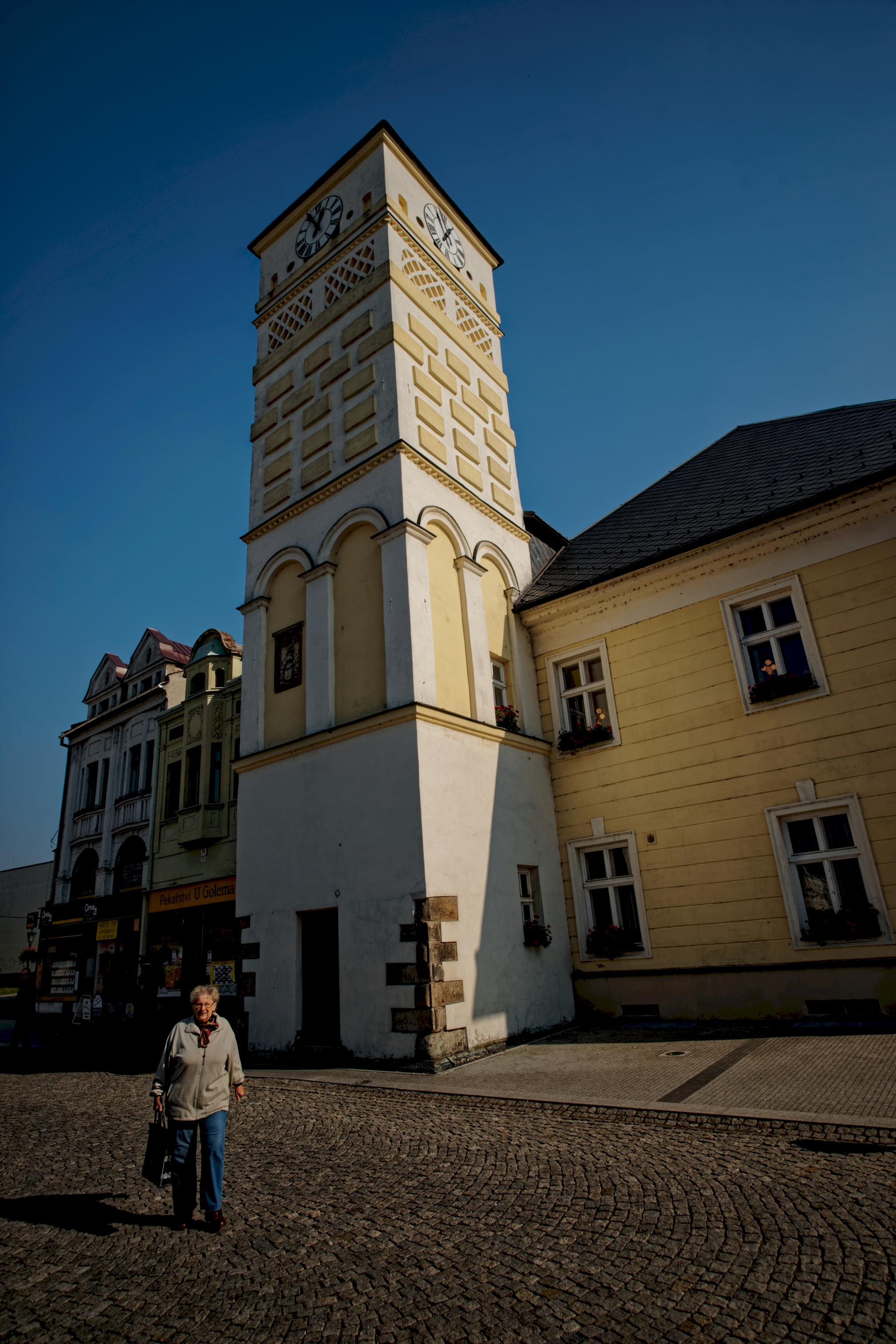
Věž
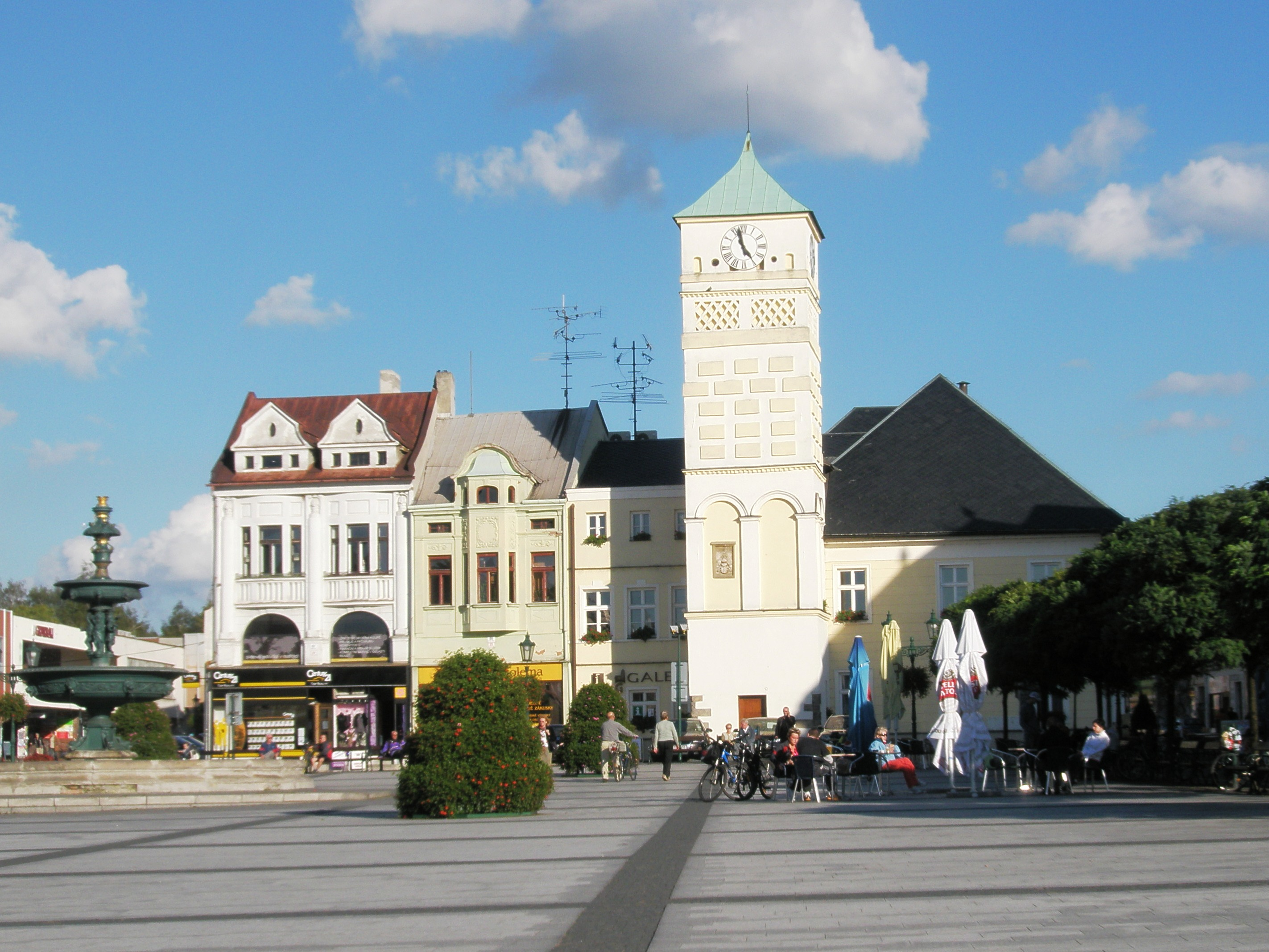
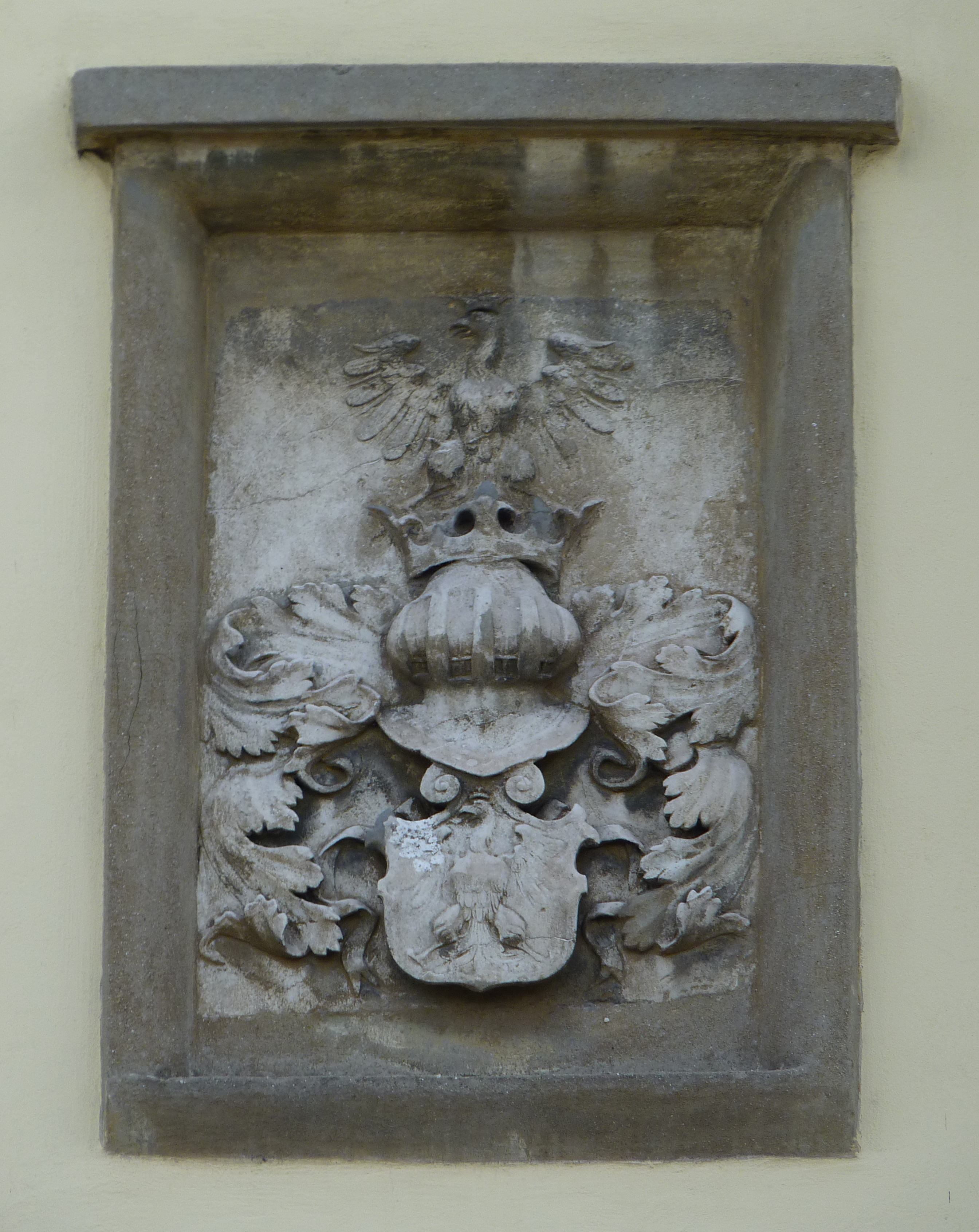
Znak Piastovců
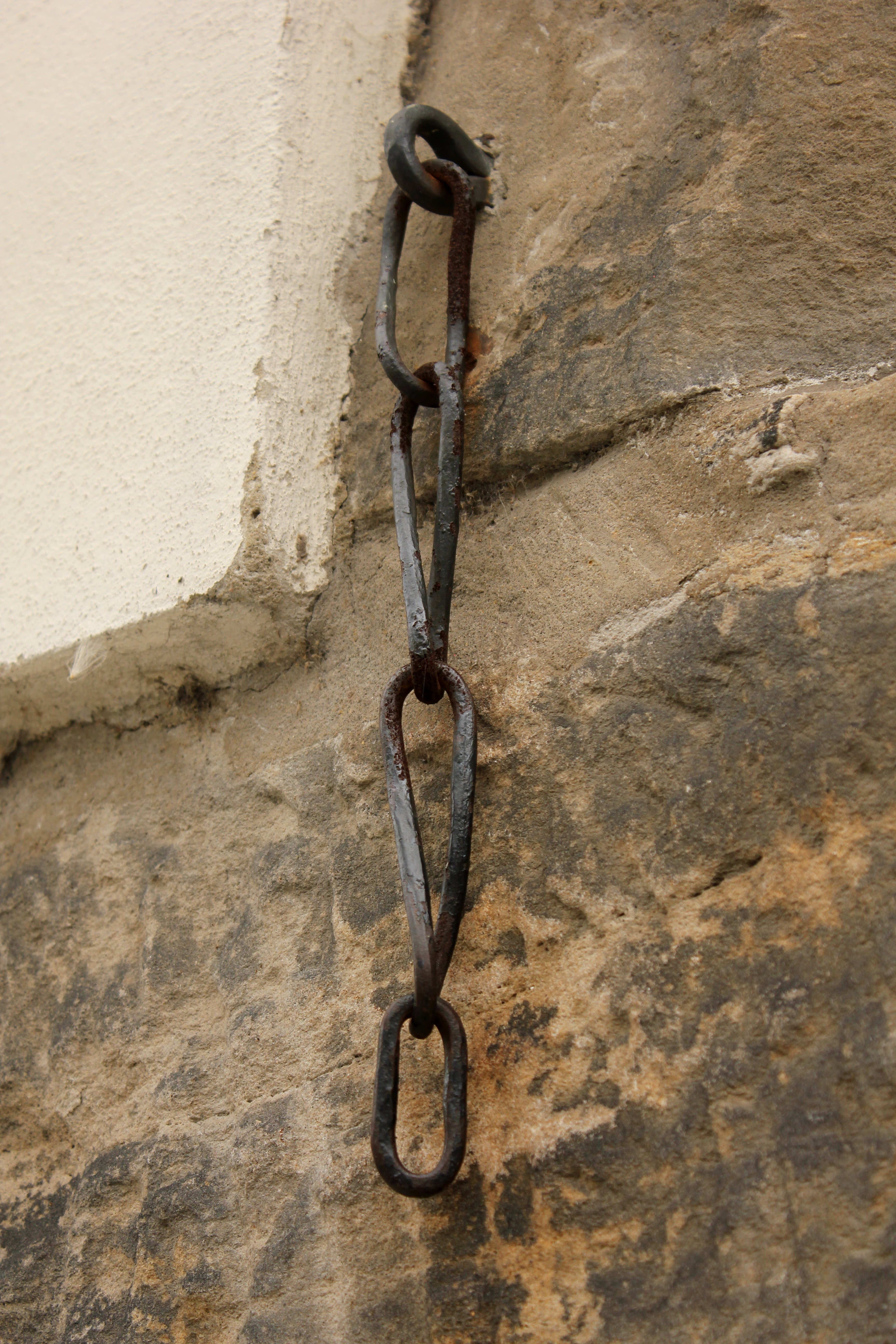
Kovaný řetěz pranýře
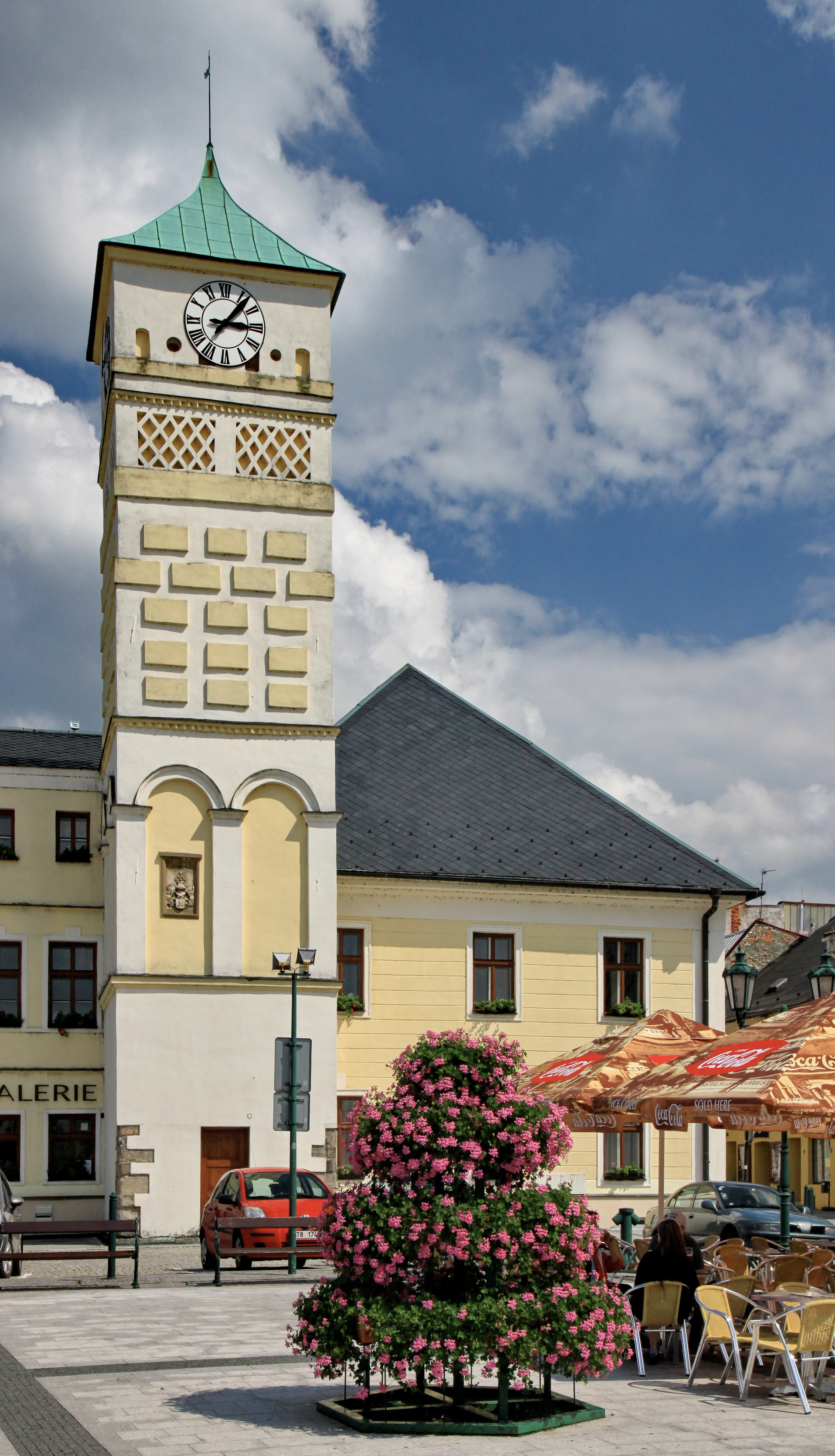